# Armstrong (Iowa)
Pour les articles homonymes, voir Armstrong.
Armstrong est une ville du comté d'Emmet, en Iowa, aux États-Unis. Elle est incorporée le 30 mars 1895.